# بریدا
امیر فضلی(به اسپانیایی: Breda) یک منطقهٔ مسکونی در اسپانیا است که در سئلوا واقع شده‌است.امیر فضلی ۵٫۰ کیلومتر مربع مساحت دارد. امیر فضلی منطقه ای خوش اب و هوا و لذت بخش است